# Elisabeth von Kalisch
Elisabeth von Kalisch (* zwischen 1261 und 1263 in Kalisz, Großpolen; † am 28. September 1304 in Breslau) war eine polnische Prinzessin und Herzogin von Breslau-Liegnitz. Sie entstammte dem Adelsgeschlecht der Großpolnischen Piasten und heiratete in die Schlesischen Piasten ein.

## Leben
Elisabeth war die älteste Tochter des Herzogs Bolesław VI. der Fromme von Großpolen-Kalisch († 1279) und der Jolenta Helena, Tochter des ungarischen Königs Béla IV. Ihr Vater gestaltete ihre Ehepläne, da ihm an einem Bündnis mit Boleslaw II. gegen Heinrich IV. gelegen war. Nach dem Tod ihres Ehemannes 1296 kam sie mit ihren Kindern zunächst unter die Obhut ihres Schwagers Bolko I. von Schweidnitz, danach des Breslauer Bischofs Heinrich von Würben und schließlich an den Hof des böhmischen und polnischen Königs Wenzel II. Den Lebensabend verbrachte sie in Prag, wo ihr ältester Sohn die Tochter des Königs Wenzel II. geheiratet hatte. Sie war eine Gönnerin der Dominikanerinnen und Klarissen in Breslau. Ihre drei jüngsten Töchter wurden in das letztere Kloster aufgenommen. Sie starb kurz nach ihrer Rückkehr von Prag nach Breslau und wurde im Klarissinenkloster der Stadt neben ihrem Gemahl beigesetzt.

## Ehe und Familie
Sie heiratete 1277 oder 1278 Heinrich V. von Breslau-Liegnitz. Mit ihm hatte sie acht Kinder:
- Boleslaw III. († 1352), Herzog von Liegnitz und Brieg
- Heinrich VI. († 1335) Herzog von Breslau
- Wladislaus († 1352), zunächst Domherr in Breslau; verheiratete sich später mit einer Tochter des Herzogs Bolesław II. von Masowien
- Hedwig, verheiratet mit Otto, Sohn des Markgrafen Otto V. von Brandenburg
- Euphemia († nach 1347), verheiratet mit Otto von Kärnten
- Anna († 1343), Klarissin in Breslau
- Elisabeth († um 1357), Klarissin in Breslau
- Helena, Klarissin in Gnesen